# Shinya

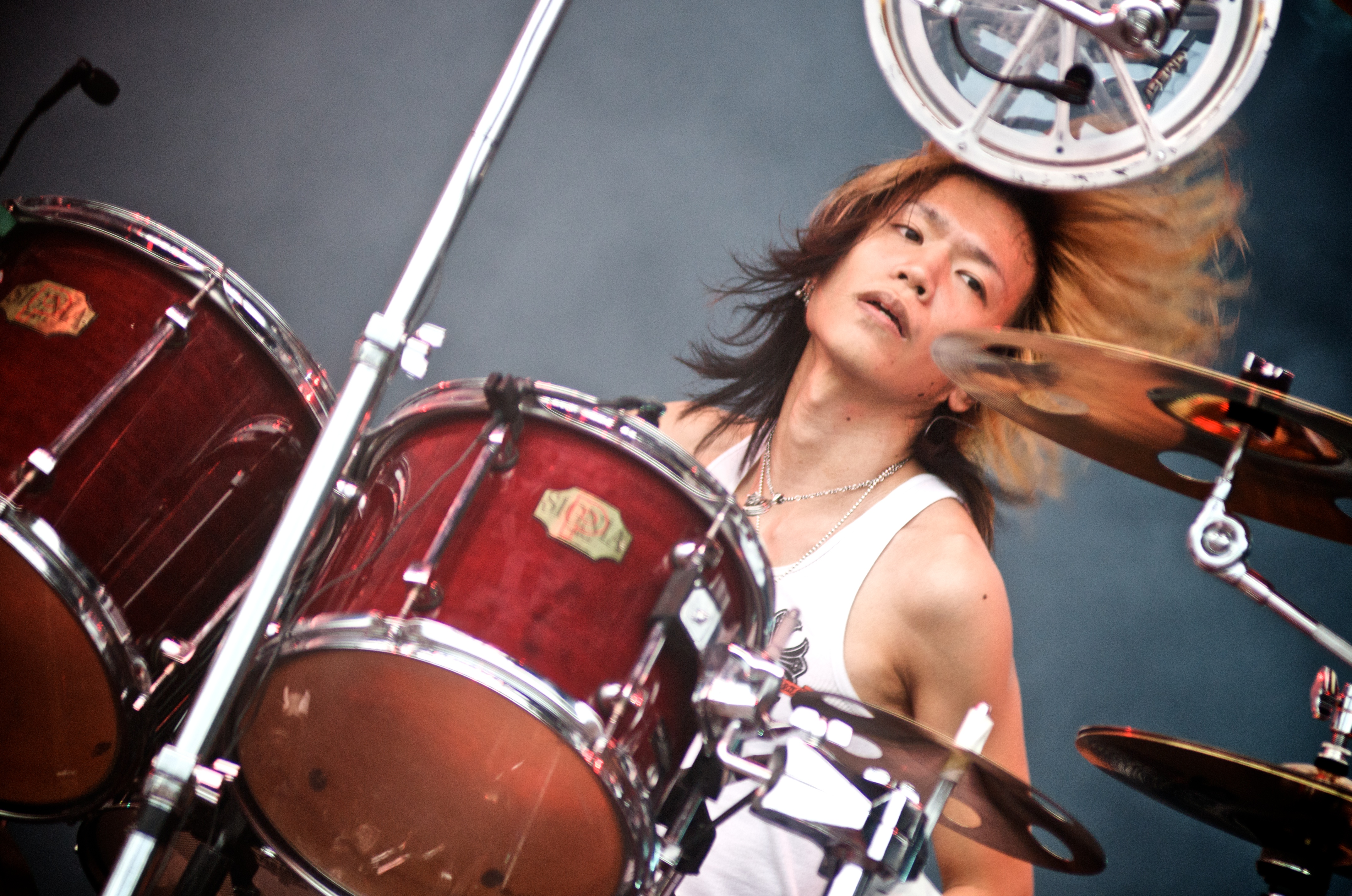

Shinya Terachi (寺地 心夜) (Osaka, Japón, 24 de febrero[cita requerida] de 1978) es un talentoso músico japonés, baterista de la banda Dir en grey. Ha estado en la banda desde sus inicios en 1997. Shinya ha compuesto varias canciones para Dir en grey, algunas de estas son "Fukai (腐海)", "Hotarubi (蛍火)", "Ugly", "Umbrella".

## Instrumento: Batería
A lo largo de su carrera como músico ha utilizado equipamiento de tres compañías  de percusión, estas son “Yamaha”, “Ludwig” y “Pearl”. Shinya actualmente ocupa los instrumentos de esta última compañía de origen japonés. Utiliza también platillos de la compañía "SABIAN". A su vez también utiliza Roto-Toms en vez de los Toms tradicionales.
Su actual batería es una Masters Retrospec de Arce # Blanco Perla Marina.
- 【SABIAN Cymbals】

A. PRO 14" Hats

B. AAX 18" Chinese

C.H. AAX 18" O-Zone Crash

D.K. AAX 12" O-Zone Splash

E. AA 20" Metal-X Chinese

F. AAX 10" O-Zone Splash

G.L. AA 18" Metal-X Chinese

I. AA 10" Metal-X Splash

J. Carmine Appice 21" Definition

- 【Drum SET

MSX1008T/G

MSX1208T/G

MSX1308T/G

MSX1616F/G

MSX1613T/G

MSX2218BX/G x2 

MMP2014G/G

FCA1458/C

FC1435/C

RTB-10

RTB-12

- 【REMO Head】

Coated Emperor 10"

Coated Emperor 12"

Coated Emperor 13"

Coated Emperor 16"

Powerstroke3 Clear 22"

CS Coated 14"

Clear Emperor 10"

Clear Emperor 12"

## Curiosidades
- Nombre: Terachi Shinya (寺地 心夜)
- Fecha de nacimiento: 24 de febrero de 1978
- Altura: 1.71 cm
- Peso: 42kg. ( medida de más o menos hace unos 9 años atrás, el peso estimado de la actualidad es inexacto, además de que en el año 2000 comenzó una dieta a base de carnes debido a su bajo porcentaje de grasa corporal )
- Tipo de Sangre: B
- Lugar de nacimiento: Osaka
- Bandas anteriores aDIRENGREY: Syba, Ruby, Hajin Kurobara Zoku, La: sadie's
- Apodos: Shinya, Shin-chan, yamo-chan (Utilizado principalmente por Die el guitarrista de la banda)
- Signo : Piscis
- Zodiaco chino: Caballo
- Talla de ropa: M
- Tamaño del zapato: 38
- Marca cigarrillo favorito: odia el cigarrillo
- Deporte favorito: odia los deportes
- Musica favorita: Ayumi Hamasaki, Morning Musume, Yoshiki (X Japan)
- Tiene aversión: a los cigarrillos
- Comida favorita: gelatina, ensalada y col crudas, carne de vaca, espagueti
- Alimento que detesta: arisugiru, casi todos los alimentos
- Le gusta tener: ropa, CD
- No le gusta tener: Peluches